# Ангел-королева
Ангел-королева, или зелёная изабелита, или зелёная качама, или полулунный голакант (лат. Holacanthus ciliaris) — тропическая морская рыба из семейства рыб-ангелов.

## Описание
Зелёная изабелита длиной до 45 см, обычно около 30 см, масса до 1,6 кг. Тело и морда окрашены в жёлтый цвет, а края плавников и участок вокруг пасти ярко-голубого цвета. Особенно необычно для этого вида тёмно-синее пятно на лбу, имеющее ярко-синюю окантовку.
Молодые рыбы имеют ярко-голубые вертикальные полосы на теле, а начиная с середины тела их окраска темнеет.

## Распространение
Зелёная изабелита распространена в тропической области Западной Атлантики от Флориды до Бразилии, в Мексиканском заливе и в Карибском море. Рыбы живут поодиночке или в парах на глубине от 1 до 70 м. При этом они предпочитают регионы, богатые кораллами и губками.

## Питание
Рыбы питаются губками, асцидиями, мшанками, гидроидными, роговыми кораллами и водорослями. Мальки питаются эктопаразитами других рыб.